# Eminium intortum
Eminium intortum är en kallaväxtart som först beskrevs av Joseph Banks och Daniel Carl Solander, och fick sitt nu gällande namn av Carl Ernst Otto Kuntze. Eminium intortum ingår i släktet Eminium och familjen kallaväxter. Inga underarter finns listade.